# Apollinarius van Laodicea
Apollinarius van Laodicea (Laodicea, nu Latakia, ca. 310 - ca. 392) was bisschop van Laodicea in Syrië en een van de belangrijkste theologen uit de 4e eeuw. 

## Leven
Apollinarius werd rond 310 geboren in Laodicea als zoon van een presbyter. Van 362 tot ongeveer 375 was hij bisschop van zijn geboortestad. Hij gold als voorvechter van de besluiten van het Concilie van Nicaea. Hij schreef tegen het radicale Arianisme van Eunomius, evenals tegen de opvattingen van de sabellianistische bisschop Marcellus van Ancyra. Apollinarius was vooral bekend geworden door zijn leerstellingen omtrent de verhoudingen tussen de goddelijke en menselijke natuur van Jezus Christus, die apollinarisme genoemd worden. De controverse rondom zijn opvattingen kondigden de christologische strijd aan, die in alle hevigheid de 5e eeuw zou uitbarsten. 

## Christologie
Apollinaris meende dat de Logos weliswaar mensgeworden was in Jezus, maar dat de Logos uitsluitend de menswording in de ziel en in het lichaam van Jezus betrof. De Logos zou echter niet de menselijke geest (het denkvermogen, de nous) hebben aangenomen. Hierbij ging Apollinaris uit van het schema uit de trichometische antropologie zoals deze bij Plato aan te treffen is. Als consequentie erkende Apollinaris de volledigheid en volkomenheid van de goddelijke natuur in Jezus, maar niet de volledigheid en volkomenheid van de menselijke natuur in Jezus; de menselijke geest 'ontbrak' immers.

## Veroordeling
Het apollinarisme werd al in 362 door Athanasius op de synode van Alexandrië aangevallen. De kerkvaders uit het oosten, Gregorius van Nazianze, Gregorius van Nyssa en Basilius de Grote wezen de opvattingen van Apollinarius eveneens af. Uiteindelijk werd het apollinarisme ook afgewezen op twee synodes in Rome (in 375 en 382), de synode van Antiochië in 378 en op het concilie van Constantinopel in 381. Als gevolg van zijn veroordeling moest Apollinarius zijn bisschopsambt rond 375 ter beschikking stellen.

## Werk
Apollinarius geldt ook vandaag nog als een van de beste apologeten uit de 4e eeuw. Met zijn literaire productie overtrof hij zijn voorgangers in het bisschopsambt Eusebius van Caesarea en Methodius van Olympus. Vooral zijn werk tegen keizer Julianus de Afvallige en de tegen de gnosis aanleunende neoplatonist Porphyrius, een leerling van Plotinus, is voor hedendaags historisch onderzoek van groot belang.
Veel van zijn geschriften en zijn meer dan dertig boeken zijn grotendeels verloren gegaan. Fragmenten ervan zijn via anderen, met name Theodoretus van Cyrrhus en Gregorius van Nyssa, bewaard gebleven. Voor een beter begrip van de theologie van Apollinarius dienen ook de brieven van Gregorius van Nazianze.